# ¡Chúpate esa!
¡Chúpate esa! es la décima novela de Christopher Moore. Es una secuela a la anterior novela del autor Bloodsucking Fiends (La Sanguijuela de Mi Niña en castellano), de 1995, y fue publicada el 16 de enero de 2007 por William Morrow and Company.

## Argumento
La historia de ¡Chúpate esa! continúa directamente después de la anterior novela. Jody, una vampira nuevamente convertida continúa viviendo en San Francisco a pesar de su promesa a la policía de mudarse tras los sucesos acontecidos. Tommy, su novio, en medio de un estado de shock al comenzar la secuela, debido a que Jody le ha "convertido" (ha hecho de él un vampiro) -- de donde viene el título de la novela (el original You suck: a love story es un juego de palabras traducible tanto por "apestas: una historia de amor" como por "chupas: una historia de amor"), aunque ella le explica que lo ha hecho para que puedan estar juntos para siempre. Ellos intentan sobrevivir y mantener su relación pese a los intentos de otros por eliminarlos.

## Popularidad
La novela logró el sexto puesto en la Lista de Best Seller del New York Times, según la noticia en línea fechada en el 4 de febrero de 2007

## Cameos y Continuidad
Naturalmente, muchos personajes de La sanguijuela de Mi Niña aparecen en esta secuela, incluyendo al vampiro que originalmente "convirtió" a Jody, los compañeros de trabajo de Tommy en el supermercado, los detectives Rivera y Cavuto (personajes que también aparecen en Un trabajo muy sucio) y "El Emperador."  Abby Normal, un personaje gótico menor en Un trabajo muy sucio, completa la narración con un diario de sus aventuras como "esbirro" de Tommy y Jody.  Además, el argumento se cruza con el de Un trabajo Muy Sucio, en el punto en el que Jody visita la tienda de Charlie Asher una noche, para dejar el recipiente del alma de un hombre mayor muerto a quien acaba de consumir.  A pesar de que muchos de los libros de Moore contienen apariciones de personajes aparecidos en sus anteriores novelas, esta es la primera vez en la que una escena se muestra en dos libros diferentes, desde la perspectiva de dos personajes distintos.

## Links
- el primer capítulo puede leerse en el blog de Moore. (inglés)